# Motorenfabrik Carl Wunderlich
Die Motorenfabrik Carl Wunderlich war ein deutscher Hersteller von Automobilen und Motoren.

## Unternehmensgeschichte
Das Unternehmen aus der Besselstraße 20 in Berlin begann 1902 mit der Produktion von Automobilen. Der Markenname lautete Wunderlich. Schon im selben Jahr endete die Automobilproduktion wieder. Motoren entstanden noch bis 1903, denn im März 1903 präsentierte Wunderlich Ottomotoren auf der Deutschen Automobilausstellung in Berlin.

## Fahrzeuge
Das Unternehmen stellte Kleinwagen her. Das einzige Modell wurde von einem Zweizylindermotor angetrieben. Besonderheit war, dass das Unternehmen den Motor nicht zukaufte, sondern selber herstellte.